# عثمان بكتاش
عثمان بن بكتاش الموصلي (القرن الثاني عشر الهجري) هو شاعر من أهل الموصل.
هو عثمان بن عمر المعروف ببكتاش زاده الموصلي ينحدر من آل خليل اغا بن إبراهيم اغا البكتاش. درس على يد الشيخ موسى الحدادي.
عاصر الوالي حسين باشا الجليلي وشعراء آخرون منهم حسن عبد الباقي الموصلي، ومحمد بن مصطفى الغلامي وقاسم الرامي. كُتب على باب السراي أبيات من شعره.
وقد ترجمه المُرادي وقال عنه:

## شعره
قال في وفاة السيد عبدي أفندي مفتي الموصل:
توفي في في أواخر القرن الثاني عشر الهجري.

## للاستزادة
رسالة دكتوراة تركية عن عثمان بكتاش:
- Ramazan Şahin, "Osman Bektaş el-Mevsilî ve Şiiri," PhD diss., Necemettin Erbakan Üniversitesi, 2019 - رابط

## وصلات خارجية
- ديوان عثمان بن بكتاش الموصلي - مخطوطات الموصل 135 : 143 - جامعة الملك سعود